# Angie Moretto
Angelo Joseph „Angie“ Moretto (* 18. September 1953 in Downsview, Ontario) ist ein ehemaliger kanadischer Eishockeyspieler, der im Verlauf seiner aktiven Karriere zwischen 1972 und 1979 unter anderem fünf Spiele für die Cleveland Barons in der National Hockey League (NHL) sowie 18 weitere für die Indianapolis Racers in der World Hockey Association (WHA) auf der Position des Centers bestritten hat. Den Großteil seiner aktiven Laufbahn verbrachte Moretto allerdings in der Central Hockey League (CHL).

## Karriere
Moretto spielte während seiner Juniorenzeit bis 1972 in seiner kanadischen Heimat bei den Wexford Raiders in der Metro Junior B Hockey League (MetJBHL), ehe er aufgrund seiner akademischen Ausbildung in die Vereinigten Staaten wechselte. Dort begann der Stürmer im Sommer 1972 ein Zoologiestudium an der University of Michigan und spielte in dem Zeitraum bis zum erfolgreichen Abschluss des Studiums im Frühjahr 1976 parallel für die Eishockeymannschaft der Universität. Nach seinem zweiten Jahr im Spielbetrieb der National Collegiate Athletic Association (NCAA) wurde der junge Kanadier im NHL Amateur Draft 1973 in der elften Runde an 160. Stelle von den California Golden Seals aus der National Hockey League (NHL) ausgewählt. Insgesamt absolvierte er während seiner Studienzeit 129 Partien für die Michigan Wolverines, in denen er 183 Scorerpunkte sammelte. Ebenso fungierte er in seiner letzten Spielzeit als einer der drei Mannschaftskapitäne des Teams.
Zur Saison 1976/77 wechselte Moretto in den Profibereich. Er unterzeichnete einen Vertrag bei den Cleveland Barons aus der NHL, die seine Transferrechte durch die Umsiedlung des Franchises der California Golden Seals nach Cleveland im Bundesstaat Ohio erhalten hatten. Die Barons setzten ihn im Verlauf der Spielzeit bei ihrem Farmteam, den Salt Lake Golden Eagles, in der Central Hockey League (CHL) ein. Erst zum Ende der Spielzeit kam der Angreifer zu fünf NHL-Einsätzen für die Cleveland Barons. Zur Spielzeit 1977/78 versetzten die Barons ihn zu ihrem neuen CHL-Kooperationspartner Phoenix Roadrunners, der aber bereits im Dezember 1977 den Spielbetrieb einstellte. Auch aufgrund einer Knieverletzung bestritt Moretto somit lediglich 14 Saisonspiele – alle für die Roadrunners.
Anschließend lief sein Vertrag aus, und er wechselte daher im September 1978 als Free Agent zu den Indianapolis Racers in die World Hockey Association (WHA). Dort kam er bis Mitte Dezember 1978 zu 18 Einsätzen, ehe die Organisation sich aus dem laufenden Spielbetrieb zurückzog. Moretto kehrte daraufhin in die CHL zurück und beendete das Spieljahr in Diensten der Oklahoma City Stars. Im Sommer 1979 beendete der 25-Jährige seine aktive Laufbahn vorzeitig.

## Karrierestatistik
(Legende zur Spielerstatistik: Sp oder GP = absolvierte Spiele; T oder G = erzielte Tore; V oder A = erzielte Assists; Pkt oder Pts = erzielte Scorerpunkte; SM oder PIM = erhaltene Strafminuten; +/− = Plus/Minus-Bilanz; PP = erzielte Überzahltore; SH = erzielte Unterzahltore; GW = erzielte Siegtore; 1 Play-downs/Relegation; Kursiv: Statistik nicht vollständig)